# مگور، مونموت‌شر
مگور (به انگلیسی: Magor) یک روستا در بریتانیا است که در مونموت‌شر واقع شده‌است. مگور ۶٬۱۴۰ نفر جمعیت دارد.